# Harrison Barnes
Harrison Bryce Jordan Barnes, född den 30 maj 1992, är en amerikansk professionell basketspelare som spelar för San Antonio Spurs i NBA. Han har tidigare spelat för Golden State Warriors, Dallas Mavericks och Sacramento Kings.
Barnes ingick i det amerikanska lag som vann OS-guld i herrbasket vid olympiska sommarspelen 2016.